# Verdal
Verdal – norweskie miasto i gmina leżąca w regionie Trøndelag.
Verdal jest 47. norweską gminą pod względem powierzchni.

## Demografia
Według danych z roku 2021 gminę zamieszkuje 15 033 osób. Gęstość zaludnienia wynosi 9,71 os./km². Pod względem zaludnienia Verdal zajmuje 75. miejsce wśród norweskich gmin.
| ludność stan na 2. kwartał 2021 |         |           |        |
|                                 | kobiety | mężczyźni | razem  |
| osób                            | 7396    | 7637      | 15 033 |
| %                               | 49,19%  | 50,81%    | 100%   |

| wykształcenie stan na 2021Osoby powyżej 16 roku życia |        |         |        |        |
|                                                       | podst. | średnie | wyższe | niezn. |
| osób                                                  | 3280   | 5672    | 2929   | 35     |
| %                                                     | 27,52% | 47,59%  | 24,58% | 0,31%  |

## Edukacja
Według danych z 2020:
- liczba szkół podstawowych (norw. grunnskolar): 8
- liczba uczniów szkół podst.: 1205[2]

## Władze gminy
Według danych na rok 2020 administratorem gminy (norw. rådmann) jest Geir Olav Jensen, natomiast burmistrzem (norw. ordfører, d. borgermester) jest Pål Sverre Fikse (Sp).